# Mujeon-dong
Mujeon-dong (koreanska: 무전동) är en stadsdel  i staden Tongyeong i provinsen Södra Gyeongsang i den södra delen av Sydkorea, 300 km sydost om huvudstaden Seoul. I Mujeon-dong ligger Tongyeongs stadshus. 